# Giáo hoàng Nicôla IV
Nicôla IV (Latinh: Nicolaus IV) là vị giáo hoàng thứ 191 của giáo hội công giáo.
Theo niên giám tòa thánh năm 1806 thì ông đắc cử Giáo hoàng năm 1288 và ở ngôi Giáo hoàng trong 4 năm 1 tháng 14 ngày. Niên giám tòa thánh năm 2003 xác định ông đắc cử Giáo hoàng ngày 22 tháng 2 năm 1288 và ngày kết thúc triều đại của ngài là ngày 4 tháng 4 năm 1292.
Giáo hoàng IV sinh tại Ascoli với tên là Girolamo Masci vào khoảng năm 1230 (có nguồn cho rằng ngày 30 tháng 9 năm 1227). Ông là Giáo hoàng đầu tiên thuộc dòng Phanxicô sau một năm trống ngôi cũng chỉ vì những kẻ quấy nhiễu tấn công Rôma. Ông là tu sĩ Phan Sinh đầu tiên làm Giáo hoàng. Đây là mật tuyển dài thứ tư đã từng được biết.
Ông đem lại sự ổn định cho triều đình Bồ Đào Nha và đẩy mạnh công cuộc truyền giáo ở Mongols và Tartars. Đức Nicholas quyết định rằng một nửa thu nhập của Giáo hội dành cho hồng y đoàn.
Ông cho khảm Đền Thánh Gioan Lateran và Santa Maria Maggiore. Giáo hoàng IV cổ vũ sự tiến bộ trong việc học bằng cách thiết lập đại học Montpellier, đẩy mạnh việc truyền giáo và liên minh với Genoa để chống lại quân Saracens. Ông đã tấn phong Charles II d’Anjou với tư cách là vua Sicilis năm 1289.
Năm 1261 Vua Hốt Tất Liệt, qua trung gian cha và chú của Marco Polo, xin giáo triều gửi các thừa sai đến. Hai linh mục Đa Minh đã đi nhưng lâm bệnh phải trở về.
Năm 1288, Nicolas IV cử cha Montecorvino (Ofm) đến Bắc Kinh. Ngài xây Thánh đường và rửa tội cả vạn người. Năm 1307 ông này được phong làm Tổng Giám mục Bắc Kinh. Năm 1333 số tín hữu đã lên đến cả 100.000. Thế nhưng khi nhà Minh (thay thế nhà Nguyên) ra lệnh cấm đạo từ năm 1368, thì Giáo hội Trung Hoa dần dần biến mất, phải chờ đến thế kỷ XVI.